# Водний велосипед

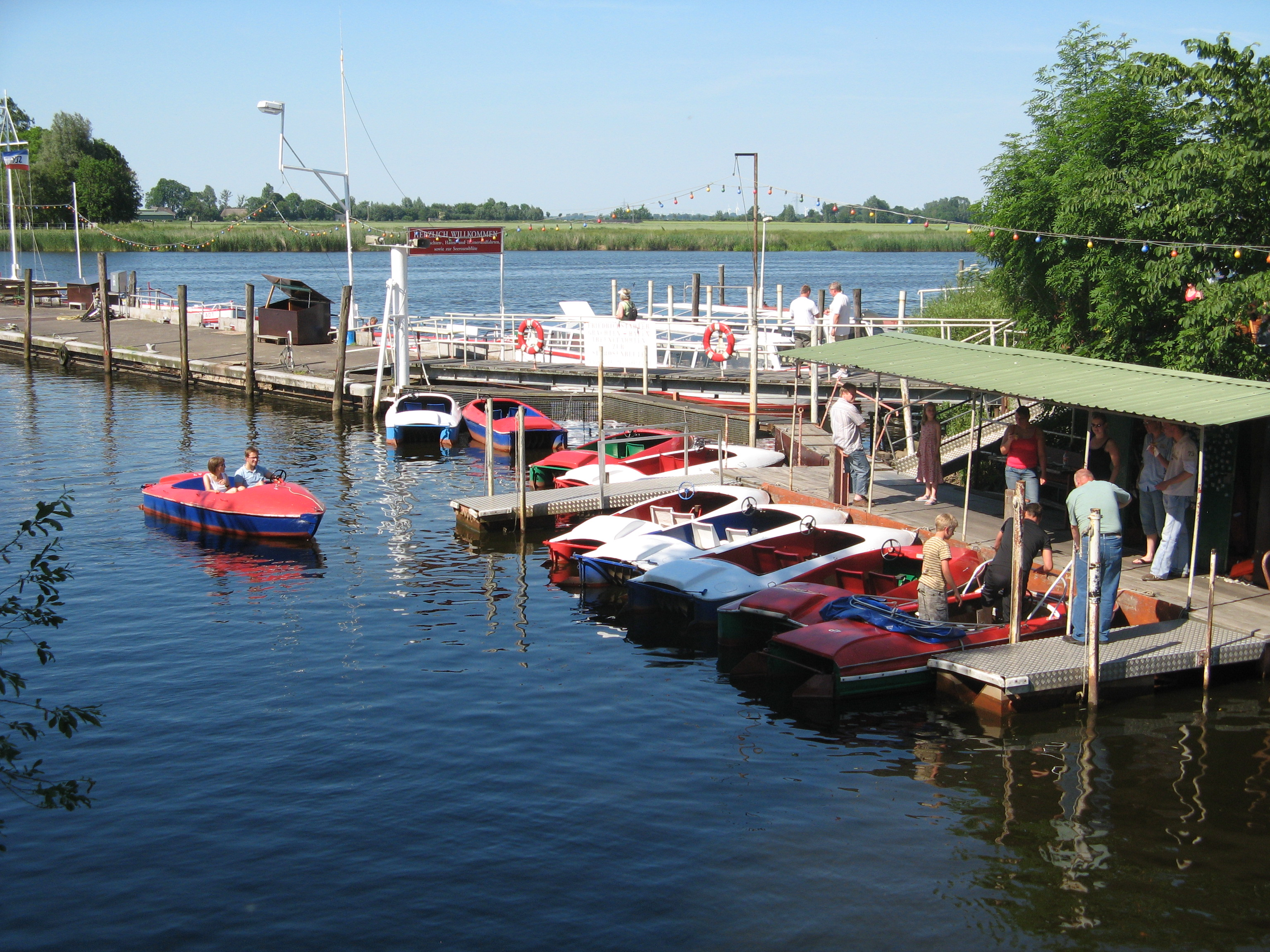
Водні велосипеди в Фрідріхштадті, Німеччина

Водний велосипед — один з найпопулярніших прогулянкових суден. Відрізняється компактністю і невеликою масою, які дозволяють легко транспортувати та кантувати його при експлуатації і зберіганні. Простий в управлінні, завдяки чому піддається експлуатації і підліткам, і літнім людям. Найрозповсюдженіша модель водних велосипедів — катамарани.

## Цікаві факти
Один з варіантів водного велосипеда — так званий «аквапед» в 1888 році був подарований його конструктором — гірським інженером з Петрозаводська В. В. Перловська імператору Олександру III і був улюбленим розвагою його дітей.